# Lac Lost (Colorado)
Pour les articles homonymes, voir Lac Lost.
Le lac Lost (en anglais : Lost Lake) est un lac américain dans le comté de Larimer, dans le Colorado. Il est situé à 3 267 mètres d'altitude au sein du parc national de Rocky Mountain. On l'atteint par le Lost Lake Trail, un sentier de randonnée inscrit au Registre national des lieux historiques depuis le 5 mars 2008.